# Maciej Filipek
Maciej Filipek (ur. 3 grudnia 1982) – polski poeta.
Autor tomiku Rezystory wydanego jako nagroda główna w V Konkursie na Zbiór Wierszy o Złoty Syfon Szerffera Brzeg 2013 i nominowanego w XI Ogólnopolskim Konkursie Literackim „Złoty Środek Poezji” 2015 na najlepszy poetycki debiut książkowy roku 2014 oraz tomiku Formalina, wydanego w ramach wyróżnienia w I Ogólnopolskim Konkursie na Książkę Literacką „Nowy Dokument Tekstowy” 2019 w kategorii Liryka. Ponadto m.in. laureat wyróżnienia w 55. Ogólnopolskim Konkursie Poetyckim o Laur Czerwonej Róży 2014. W 2025 nominowany do Nagrody Poetyckiej im. Konstantego Ildefonsa Gałczyńskiego za tom Place apelowe. Publikował pismach literackich takich jak Autograf, EleWator i Odra. Żołnierz zawodowy sił powietrznych - podoficer w 41 Bazie Lotnictwa Szkolnego. Mieszka w Dęblinie.

## Książki
- Rezystory (K.I.T Stowarzyszenie Żywych Poetów, Brzeg 2014)
- Formalina (Instytut Literatury, Kraków 2019)
- Spłonka (Papierwdole, Ligota Mała 2022)
- Place apelowe (Stowarzyszenie Pisarzy Polskich o. w Łodzi, Łódź 2024)